# Top Fest
Top Music Awards, früher Top Fest (oder auch Top Fest Awards, Akronym: TF) ist eine albanische Castingshow, die erstmals im Jahr 2004 vom Fernsehsender Top Channel ausgestrahlt wurde. Sie findet jährlich in der albanischen Hauptstadt Tirana statt. Die vorgetragenen Lieder reichen im Musikgenre von Hip-Hop, Alternative und Funk bis hin zu Pop und Rhythm and Blues. Viele Teilnehmer stammen aus Kosovo und Nordmazedonien – gesungen wird meist in albanischer Sprache.

## Bisherige Gewinner
Neben dem Hauptpreis von 10.000 € mit dem Titel Great Award of 10.000 Euros werden noch zehn weitere Auszeichnungen verliehen: Diese sind in den Kategorien Best Male Performer, Best Female Performer, Best Group, Best Young Artist, Best Hip-Hop, Best Dance, Digitalb Award, Internet Award, Best Song und Top Albania Radio Award.
| Jahr | Staffel | Sieger                                | Songtitel              |
| ---- | ------- | ------------------------------------- | ---------------------- |
| 2004 | TF1     | Stine                                 | Lady Lady              |
| 2005 | TF2     | Alban Skenderaj                       | Vetëm ty               |
| 2006 | TF3     | Alban Skenderaj & Kthjellu            | Diçka                  |
| 2007 | TF4     | Greta Koçi                            | Sa më lodhe            |
| 2008 | TF5     | Besa Kokëdhima                        | Ëngjëjt vrasin njëlloj |
| 2009 | TF6     | Linda Halimi                          | Ëndërroj               |
| 2010 | TF7     | Eneda Tarifa                          | Me veten               |
| 2011 | TF8     | Elvana Gjata                          | Me ty                  |
| 2012 | TF9     | Elhaida Dani                          | S’je më                |
| 2013 | TF10    | Samanta Karavello                     | Loti i fundit          |
| 2014 | TF11    | Soni Malaj                            | Me të jeton            |
| 2015 | TF12    | Ermal Fejzullahu, Lumi B & Ledri Vula | Shko                   |

| Jahr | Sängerin    | Sänger          | Gruppe   | Bestes Lied          | Video     | Avantgarde Artist |
| ---- | ----------- | --------------- | -------- | -------------------- | --------- | ----------------- |
| 2016 | Era Istrefi | Alban Skenderaj | NRG Band | Era Istrefi – BonBon | Capital T | MC Kresha         |